# Litwa na Letnich Igrzyskach Olimpijskich Młodzieży 2010
Litwę na Letnich Igrzyskach Olimpijskich Młodzieży 2010 w Singapurze reprezentowało 24 sportowców w 10 dyscyplinach.

## Skład kadry

### Boks
- Evaldas Petrauskas
- Ričardas Kuncaitis

### Gimnastyka
- Robertas Tvorogalas (gimnastyka sportowa)

### Judo
- Kęstutis Vitkauskas
- Laura Naginskaitė

### Kajakarstwo
- Elvis Sutkus

### Lekkoatletyka
- Martynas Šedys
- Mantas Jusis
- Marius Simanavičius
- Marius Šavelskis
- Dovilė Dzindzaletaitė
- Laura Gedminaitė
- Diana Kačanova

### Koszykówka
- Martynas Pauliukėnas
- Mantas Mockevičius
- Rokas Narkevičius
- Marius Užupis

### Pięciobój nowoczesny
- Lukas Kontrimavičius  Mieszane
- Gintarė Venčkauskaitė

### Pływanie
- Urtė Kazakevičiūtė
- Jūratė Ščerbinskaitė
- Vaidotas Blažys

### Wioślarstwo
- Rolandas Maščinskas

### Żeglarstwo
- Valerijus Ovčinnikovas